# Coleophora neviusiella
Coleophora neviusiella is een vlinder uit de familie van de kokermotten (Coleophoridae). De wetenschappelijke naam van de soort is voor het eerst geldig gepubliceerd in 1904 door August Busck.

## Type
- lectotype: "male, 24.VI.1903. leg. genitalia slide Bldz 7797"
- instituut: USNM, Washington D.C., Verenigde Staten
- typelocatie: "China, Province Shandong, Yantai [Che-foo]"

Het lectotype is vastgelegd door Giorgio Baldizzone in 1986.

## Synoniemen
- Coleophora eothina Falkovitsh, 1974 (synoniem per Baldizzone, 1986: 140)